# Winfried Bornemann
Winfried Bornemann (* 1944 in Göttingen) ist ein deutscher Schriftsteller. Er lebt in Osnabrück.

## Werdegang
Bornemann – im Hauptberuf war er Lehrer – ist bekannt für Bücher mit seinen Juxbriefen an Unternehmen, Prominente und Behörden samt deren Antwortschreiben. Das erste Buch Zu Schade … zum Wegradieren, das er zusammen mit seinem Schwager Jochen Piepmeyer verfasste, enthält neben humorvollen Zeichnungen nur wenige dieser Briefe. Es verkaufte sich mehr als 30.000 mal. Laut eigenen Angaben hielten sich fünf seiner folgenden Werke insgesamt 73 Wochen auf den Bestsellerlisten von Spiegel und Stern.
Für das Buch Bornemanns lachende Erben schrieb Bornemann unter dem Pseudonym „Carola von Gaestern“ verschiedene Prominente an, um diesen das Erbe jener fiktiven Witwe eines reichen Unternehmers in Aussicht zu stellen. Unter den Adressaten befand sich auch Harald Juhnke. Als Reaktion auf dieses Schreiben berichtete die Bild-Zeitung am 5. und 15. November 1984 auf der Titelseite von einer alten Dame („Frau von G.“), die Juhnke „17 Millionen Mark vermachen“ wolle. Am 16. November musste die Bild-Zeitung den „Riesenspaß“ zugeben.
Die Zeit betitelte Bornemann als „Till Eulenspiegel der Literatur“. 1988 wurde vom Fernsehsender RTL die 40-teilige Serie Bornemanns Nähkästchen ausgestrahlt.

## Werke
- Zu Schade … zum Wegradieren. Kleine, Bielefeld 1980, ISBN 3-88302-010-9.
- Null & Wichtig. Cartoons, Gags, Mätzchen mit Köpfchen. Fackelträger, Hannover 1982, ISBN 3-7716-1433-3.
- Bornemanns Briefmacken. Fackelträger, Hannover 1982, ISBN 3-7716-1430-9.
- Bornemanns Briefmacken II. Fackelträger, Hannover 1983, ISBN 3-7716-1438-4.
- Blödel-Sprüche. Bornemanns Beißerchen. Eichborn, Frankfurt am Main 1983, ISBN 3-8218-1919-7.
- Bornemanns lachende Erben? Neues vom Briefmacker. Fackelträger, Hannover 1985, ISBN 3-7716-1452-X.
- Bornemanns Fehlanzeigen. Verrückte Inserate, starke Antworten. Fackelträger, Hannover 1986, ISBN 3-7716-1467-8.
- Glanz & Gloria. Eine Brief-Aktion mit internationalen Stars. Fackelträger, Hannover 1988, ISBN 3-7716-1492-9.
- Bornemanns grenzenlose Briefmacken. Ein deutsch-deutsches Lesebuch in Briefen. Fackelträger, Hannover 1990, ISBN 3-7716-1513-5.
- 5000 internationale Prominenten-Adressen. Bornemanns Handbuch für den Autogramm-Sammler. Fackelträger, Hannover 1991, ISBN 3-7716-1527-5.
- Bornemanns beste Briefe. Fackelträger, Hannover 1992, ISBN 3-7716-1554-2.
- Bornemanns neue Briefmacken. Subito!, Frankfurt am Main 2006, ISBN 3-8339-4500-1.
- Best of Bornemanns Briefmacken. Subito!, Frankfurt am Main 2006, ISBN 3-8339-4501-X.
- Schöne Weihnachts-Männer. Rote Verführer für kalte Tage. Subito!, Frankfurt am Main 2006, ISBN 3-8339-4504-4.